# ديفيس نوسا
ديفيس نوسا (بالإيطالية: Devis Nossa)‏ (7 فبراير 1985 في إيطاليا - ) هو لاعب كرة قدم إيطالي في مركز الظهير. شارك مع منتخب إيطاليا تحت 19 سنة لكرة القدم ومنتخب إيطاليا تحت 20 سنة لكرة القدم. أما مع النوادي، فقد لعب مع إنتر ميلان ونادي برو باتاريا وASD Città di Acireale 1946 ‏ وManfredonia Calcio ‏ وASD Barletta 1922 ‏ ونادي فيرتوس إينتيلا واتحاد بافيا لكرة القدم وASD Victor San Marino ‏.

## روابط خارجية
- ديفيس نوسا على موقع قاعدة بيانات كرة القدم.إي يو (الإنجليزية)
- ديفيس نوسا على موقع Soccerway.com (الإنجليزية)